# Lijst van nummer 1-hits in Wallonië in 2011
Deze hits stonden in 2011 op nummer 1 in de Waalse Ultratop 50, de bekendste hitlijst in Wallonië.
| Datum        | Artiest                          | Titel                                               |
| ------------ | -------------------------------- | --------------------------------------------------- |
| 1 januari    | The Black Eyed Peas              | The time (Dirty bit)                                |
| 8 januari    | The Black Eyed Peas              | The time (Dirty bit)                                |
| 15 januari   | David Guetta & Rihanna           | Who's that chick?                                   |
| 22 januari   | Britney Spears                   | Hold it against me                                  |
| 29 januari   | Adele                            | Rolling in the deep                                 |
| 5 februari   | Israel Kamakawiwo'ole            | Somewhere over the rainbow / What a wonderful world |
| 12 februari  | Israel Kamakawiwo'ole            | Somewhere over the rainbow / What a wonderful world |
| 19 februari  | Israel Kamakawiwo'ole            | Somewhere over the rainbow / What a wonderful world |
| 26 februari  | Israel Kamakawiwo'ole            | Somewhere over the rainbow / What a wonderful world |
| 5 maart      | Israel Kamakawiwo'ole            | Somewhere over the rainbow / What a wonderful world |
| 12 maart     | Jennifer Lopez & Pitbull         | On the floor                                        |
| 19 maart     | Jennifer Lopez & Pitbull         | On the floor                                        |
| 26 maart     | Jennifer Lopez & Pitbull         | On the floor                                        |
| 2 april      | Snoop Dogg & David Guetta        | Sweat                                               |
| 9 april      | Jennifer Lopez & Pitbull         | On the floor                                        |
| 16 april     | Snoop Dogg & David Guetta        | Sweat                                               |
| 23 april     | Snoop Dogg & David Guetta        | Sweat                                               |
| 30 april     | Snoop Dogg & David Guetta        | Sweat                                               |
| 7 mei        | Jessie J & B.o.B                 | Price tag                                           |
| 14 mei       | Jessie J & B.o.B                 | Price tag                                           |
| 21 mei       | Jessie J & B.o.B                 | Price tag                                           |
| 28 mei       | Snoop Dogg & David Guetta        | Sweat                                               |
| 4 juni       | Mickaël Miro                     | L'horloge tourne                                    |
| 11 juni      | Mickaël Miro                     | L'horloge tourne                                    |
| 18 juni      | Pitbull, Ne-Yo, Afrojack & Nayer | Give me everything                                  |
| 25 juni      | Pitbull, Ne-Yo, Afrojack & Nayer | Give me everything                                  |
| 2 juli       | Mickaël Miro                     | L'horloge tourne                                    |
| 9 juli       | Pitbull, Ne-Yo, Afrojack & Nayer | Give me everything                                  |
| 16 juli      | Pitbull, Ne-Yo, Afrojack & Nayer | Give me everything                                  |
| 23 juli      | Pitbull, Ne-Yo, Afrojack & Nayer | Give me everything                                  |
| 30 juli      | Adele                            | Set fire to the rain                                |
| 6 augustus   | Adele                            | Set fire to the rain                                |
| 13 augustus  | Adele                            | Set fire to the rain                                |
| 20 augustus  | Elisa Tovati & Tom Dice          | Il nous faut                                        |
| 27 augustus  | Elisa Tovati & Tom Dice          | Il nous faut                                        |
| 3 september  | Mika                             | Elle me dit                                         |
| 10 september | Mika                             | Elle me dit                                         |
| 17 september | Mika                             | Elle me dit                                         |
| 24 september | Mika                             | Elle me dit                                         |
| 1 oktober    | Mika                             | Elle me dit                                         |
| 8 oktober    | Mika                             | Elle me dit                                         |
| 15 oktober   | Adele                            | Someone like you                                    |
| 22 oktober   | Lykke Li                         | I follow rivers                                     |
| 29 oktober   | Lykke Li                         | I follow rivers                                     |
| 5 november   | Lykke Li                         | I follow rivers                                     |
| 12 november  | Lykke Li                         | I follow rivers                                     |
| 19 november  | Lykke Li                         | I follow rivers                                     |
| 26 november  | Lykke Li                         | I follow rivers                                     |
| 3 december   | Lykke Li                         | I follow rivers                                     |
| 10 december  | Lykke Li                         | I follow rivers                                     |
| 17 december  | Lykke Li                         | I follow rivers                                     |
| 24 december  | Shakira                          | Je l'aime à mourir                                  |
| 31 december  | Shakira                          | Je l'aime à mourir                                  |